# KTM Freeride
La KTM Freeride è una famiglia di motociclette da motoalpinismo prodotta dal 2012 dalla casa motociclistica austriaca KTM, con diverse tipologie di motorizzazioni, quattro tempi, due tempi ed elettrico.

## Caratteristiche
Queste moto sono per motoalpinismo, ma la versione elettrica (E-XC) viene resa disponibile anche in versione motoalpinismo pronto gara (E-SX) e come motard (E-SM), sono caratterizzate da un telaio perimetrale realizzato in due materiali, acciaio e alluminio, dove la trave verticale che va dal perno forcellone è in alluminio, mentre le travi e la culla sono in acciaio, anche il forcellone è in alluminio e il collegamento con l'ammortizzatore/sospensione posteriore è del tipo a leveraggi.
L'impianto frenante è del tipo a disco, con dischi a margherita e pinze freno radiali, le motorizzazioni hanno come caratteristica di essere molto sfruttabili e lineari nell'erogazione, anche a discapito della potenza massima.

## Motorizzazioni
- Elettrico, prodotta dal 2014, il motore è dei tipo sincrono a magneti permanenti
- 250, prodotta dal 2013, il motore è un due tempi
- 350, prodotta dal 2012, il motore è un quattro tempi